# Культурный герой
Культурный герой (англ. Culture hero, фр. Heros civilisateur, нем. Heilbringer) — персонаж мифологии, функциями которого является добыча или создание различных предметов человеческой культуры (огня, культурных растений, орудий труда), обучение людей охоте, ремеслу, искусству, введение социальной организации, брачных правил, магических предписаний, ритуалов, праздников и др. В архаичном сознании представления о природе и культуре не разделены друг от друга, поэтому культурный герой наделяется также ролью организации устройства мифологического космоса. Он вылавливает землю из первичного океана, устанавливает небесные светила, регулирует смену дня и ночи, времён года, приливы и отливы, участвует в появлении, формировании и воспитании первых людей и др. Общий мотив — преодоление изначального хаотического состояния мира, бессознательное или сознательное упорядочение мира и культуры. Одной из главных задач культурного героя является также сохранение уже установленного порядка, защита человеческого мира от чудовищ и демонов.

## Традиционная мифология
В архаической мифологии культурный герой получает готовые элементы культуры и природы, просто находя или похищая их у изначального владельца, в роли которого может выступать старуха-прародительница, хозяйка царства мёртвых, небесные боги, дух-хозяин. Так добывают огонь тотемные предки у австралийцев, полинезийский Мауи, индейский Ворон, греческий Прометей и др. Другим типом является культурный герой-демиург, который самостоятельно изготавливает природные и культурные объекты как ремесленник, при помощи гончарных, кузнечных и других орудий. Различение культурных героев и демиургов прослеживается в культурах, которые в своём восприятии разделяют природу и культуру. В мифах, отразивших эпоху начала освоения людьми металла культурный герой описывается как мифологический кузнец, наподобие греческого Гефеста.
В архаических культурах архетипы первопредка, демиурга и культурного героя неразличимы. Основным считается образ первопредка, родового, фратриального или племенного. В австралийской мифологии тотемные первопредки являются также и культурными героями, действовавшими в мифическое время (время сновидений). Так, тотемными предками, дикими котами и ящерицами-мухоловками при помощи каменного ножа было завершено сотворение людей-личинок, которые беспомощно лежали на торчащих из воды скалах. Эти предки сделали людям обрезание, научили их добывать огонь с помощью трения, готовить пищу и др. Юго-восточные австралийские племена в своей мифологии сочетают такие образы как культурный герой, патрон инициации и небесный «хозяин» или «отец». Папуасы-меланезийцы, наиболее архаические африканские племена, коряки и ительмены и ряд групп североамериканских индейцев совмещают образы культурных героев и родоплеменных предков. Это сочетание с образами тотемных предков выражается в животных именах и атрибутах и частичной зооморфности большого числа культурных героев. Такими персонажами являются Ворон, Норка, Кролик, Койот — в мифах североамериканских индейцев, хамелеон, паук, антилопа, муравей, дикобраз — в культурах многих африканских народов и др. В более развитых культурах Африки, Америки и Океании, включая Полинезию, элементы образа тотемного первопредка для культурного героя являются реликтовыми и начинает преобладать антропоморфность.
В ряде случаев культурный герой борется с таким стихийным природным хаосом, который в образе чудовища, хтонического демона и др. стремится уничтожить установленный порядок. Такие стихийные природные силы часто соединяются с образами иноплеменников. Культурный герой несёт «богатырскую» миссию охраны человеческого порядка от чудовищ — этиологические мифы получают черты героического сказания. Мотивы борьбы культурных героев против чудовищ имеются в мифах полинезийцев, микронезийцев, северо-восточных палеоазиатских народов, обских угров и др. Особенно ярко они проявляются у американских индейцев в мифах о героических близнецах. В греческой мифологии присутствует как тип культурного героя-добытчика — Прометей, так и тип культурного героя-богатыря — победитель чудовищ Геракл, а также Персей, Тесей.
В силу архаичности образа культурного героя он часто демонстрирует идеологический синкретизм, неразделённость между искусством и религией. Культурный герой не всегда является сакрализованным и может соотноситься с рядом категорий духов и важными историческими личностями прошлого. Культурный герой не является богом, однако это значительная фигура, обладающая магической силой, с помощью которой совершает свои великие деяния. В процессе эволюции культуры образ культурного героя может как развиться в бога-творца, так и дальше — по направлению к сказочному или эпическому герою. Так, меланезийский Тагаро остался в качестве культурного героя, тогда как полинезийский Тангароа стал восприниматься как небесный бог-творец. Архаическими чертами культурного героя наделены шумеро-аккадские Энки и Энлиль, не только участвующие в теогоническом процессе, но прежде всего совершающие деяния, имеющие культурные значения; скандинавский Один; египетский Осирис. Большое число небесных божеств в африканских культурах в генезисе представляют собой первопредков культурных героев. Когда в мифологии выделяется пантеон высших небесных богов, образ культурного героя может переосмысливаться как помощник, посланец высшего божества-творца. Может иметь место конфликтная ситуация между культурным героем и богами, богоборческие деяния культурного героя, например, в случае с Прометеем. Другим вариантом является перенос цивилизующих функций культурного героя на высших богов, таких как Аполлон и особенно Афина.
Культурный герой нередко представлен как один из братьев (Кват, Тагаро, Мауи в мифологии народов Океании и др.). Братьев бывает больше двух, но среди них выделены два брата-близнеца как персонажи близнечных мифов, которые, как правило, соперничают и враждуют друг с другом (Иоскеха и Тавискарон в мифах ирокезов, То Кабинана и То Карвуву в культуре меланезийцев-гунантуна и др.), реже они помогают один другому («мальчик из вигвама» и «мальчик из кустарника» в культуре южных регионов Северной Америки). Эти близнечные персонажи нередко считаются фратриальными предками.
Часто присутствует отрицательная, демонически-комическая вариация образа культурного героя. Этот персонаж склонен неумело подражать своему брату-близнецу. Так, меланезийский То Карвуву в подражании То Кабинане, создал объекты, которые у него получились дурными (смерть, акула, гористая местность и др.). Отрицательным образом Прометея был его брат Эпиметей. Такой отрицательный персонаж обладает как демоническими и комическими особенностями. Культурный герой сам может совершать действия, пародийные относительно его основных деяний. Такие действия совершаются Койотом, Манабозо и стариком в мифах индейцев западных регионов Северной Америки. Негативный вариант культурного героя описывается как плут (трикстер). Собственно культурный герои нередко пользуется хитрыми трюками с целью совершения своих основных деяний. Мауи, добывая огонь, рыболовный крючок и ловушку для птиц, прибегает к хитрости в отношении его демонической прародительницы. Ворон прикинулся плачущим ребёнком с целью получения мячей, небесных светил.
Присутствует стремление к разделению основных деяний культурного героя от его плутовских проделок. Ряд североамериканских племён разделяют мифы о деяниях Ворона, Койота и других персонажей, связанные с творением, которые являются ритуализованными, и анекдотические рассказы с теми же персонажами. В мифах более позднего происхождения разделяются уже сами культурный герой и трикстер. Племена виннебаго в восточных регионах Северной Америки представляют персонажа Вакдьюнкага (предположительно, «безумец», «шут») в каечстве озорника, а зайца как собственно культурного героя. С трикстером сближается обожествлённый греческий Гермес. Своими проделками трикстер обычно удовлетворяет свою прожорливость или похоть. Ради этого трикстером могут нарушаться самые строгие табу, включая запрет на кровосмешение, нормы правового обычая и общинной морали. Проделка Вакдьюнкага представляют собой надругательство и шутовскую пародию ритуалов подготовки к военному походу, приобретения духа-покровителя и др. Действя ворона, персонажа северовосточного палеоазиатского фольклора являются пародией на камлание шамана и на основные творческие деяния самого этого персонажа. Трикстеру чаще удаётся одолеть своих жертв, чем потерпеть неудачу. Совмещение в персонаже культурного героя и трикстера имеет причины как в сосредоточении сюжетов на популярных персонажах, так и в перенесении действия к эпохе до складывания строгого мироустройства, в мифическое время. Трикстер играет роль легальной отдушины в условиях подробной регламентации родоплеменного социума. Универсальный комизм трикстера близок к карнавальной культуре, включающей самопародию и распущенность, которые присутствовали в австралийских ритуалах, римских сатурналиях, масленичной обрядности Средневековья, «праздниках дураков» и др.
Ряд исследователей (Ш. Отран, Ф. Рэглан и др.) возводили происхождение образа мифологического героя к царям-колдунам (жрецам), описанным в «Золотой ветви» Дж. Фрейзером; герой может пониматься как ритуальная ипостась божества (Рэглан). Этот подход не может применяться к наиболее архаическим традициям, где герой представлен в качестве первопредка, принимающего участие в творении, изобретающего «кухонный» огонь, культурные растения, вводящего социальные и религиозные институты и др. — такой выступает в роли культурного героя и демиурга. Если боги (духи) способны к созданию космических и культурных объектов собственно магическим способом, через словесное называние, «извлекание» из себя, герой, как привило, находит и добывает объекты в готовом виде, но в далёких местах или ином мире, преодолевает для этого ряд трудностей, отнимает или похищает их у первоначального хранителя — подобно культурному герою, или изготовляет как гончар или кузнец — подобно демиургу.

## Традиционный фольклор

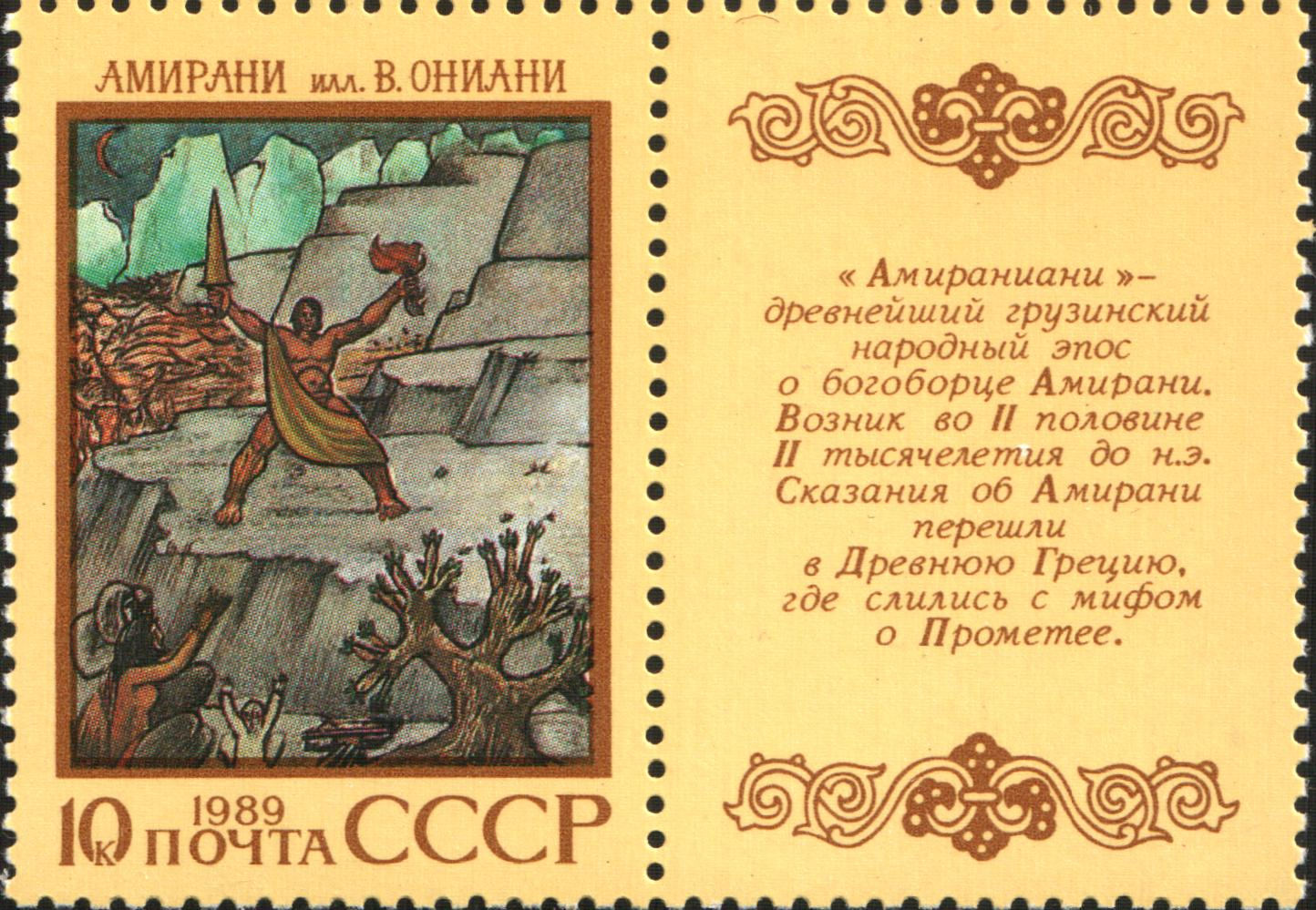
«Амираниани», грузинский народный эпос о богоборце Амирани. Почтовая марка СССР, 1989, иллюстрация В. Ониани

Образ культурного героя, обладающего чертами первопредка и демиурга, а также его комического дублёра, трикстера, являются центральными образами как архаической мифологии, так и в общем архаического фольклора. Причиной считается архаически-синкретический характер образов, предшествующих явному разделению религиозных и собственно поэтических сюжетов и образов, а также персонификация, моделирование в культурном герое не стихийных природных сил, а родоплеменной общины. Разделение образа на собственно культурного героя и трикстера в религиозной сфере соотносится с этическим дуализмом, в поэтической — с разделением героического и комического начал. О культурных героях повествуют как этиологические мифы, так и элементарные разновидности сказок. Сказания на эту тему являются своего рода первобытным мифологическим эпосом и существенно повлияли на сказку и героический эпос.
Этиологическое мифологическое повествование с образом зооморфного культурного героя — трикстера с лёгкостью трансформируется в сказку-анекдот о животных. Этиологическая концовка повествования становится стилистическим украшением и дополняется или вовсе заменяется морализирующей концовкой. Персонаж лишается характера культурного героя. К числу примеров принадлежит большое число африканских циклов сказок о зайце или пауке. Этиологический миф, в котором культурный герой похищает природные объекты переходит в волшебную сказку, где герой ищет чудесные предметы, которые находятся у чудесных хранителей. В числе прочего, сказочный герой может искать огонь. Однако сказка повествует не о происхождении и обретении этих предметов для человека, а о персонаже, действующем ради собственных интересов или интересов его отца, царя и др. К мифологическим сказаниям о культурном герое восходит архаический героический эпос, в частности, шумеро-вавилонский «Эпос о Гильгамеше», скандинавская «Эдда», карело-финские рунические песни, нартский эпос народов Северного Кавказа, тюрко-монгольские сибирские богатырские поэмы. Карело-финскому герою Вяйнямёйнену удаётся добыть огонь из чрева огненной рыбы, реальные или магические орудия в царстве мёртвых. С их помощью им была построена первая лодка и кантеле. Он похитил волшебный предмет сампо. Также Вяйнямёйнен совершал космогонические деяния. Нарту Сосруко приписывается добыча огоня и фруктовых деревьев. Якутские олонхо и бурятские ульгэры повествуют о героях, являющихся «одинокими» первыми людьми, совершающие культурные деяния. Гильгамешу приписано создание древнейшего культурного центра Двуречья, города Урука. Для постройки храма и крепости он отнимает необходимый материал у чудовища, хранящего кедровый лес. Следы сказания о культурном герое присутствуют в ряде более развитых эпических текстов, включая такие, как «Рамаяна», «Гэсэр», «Беовульф».

## В современной массовой культуре
В массовом сознании нашего времени мифологема часто замещается реальными представителями масскультуры (напр., талантливый музыкант или просто экстравагантная личность). Вокруг такой фигуры возникает субкультура поклонников, для которых объектом поклонения служит культурный герой.

## Изучение
Эндрю Лэнг связывал образ культурного героя отчасти с образом творца-демиурга, отчасти с «первыми людьми». По мнению К. Брейзига, образ культурного героя развился из образов полузооморфных духов-предков по направлению к антропоморфным небесным божествам. П. Эренрейх возражал, что культурный герой представляет собой эманацию высшего божества, и его первоначальная природа является астральной, Н. Сёдерблом предполагал, что образ творца незаметно развился в образ культурного героя. Вильгельм Шмидт в духе школы культурных кругов писал, что в древнейшие культуры соединяют образ культурного героя с предком, мифология периода матриархата совмещала его с лунарными героями, а патриархальная мифология сделала его арбитром между людьми и высшим божеством. По мнению Эмиля Дюркгейма, это идеализированный предок, смешиваемый с установленными им культами и с обрядом инициации. А. ван Деурсен на материале индейской культуры рассматривал культурного героя как образ существа, занимающего среднее положение между богом и человеком, которое, как правило, подчинено божеству, но не является сакрализованным. Допускалось ван Деурсеном также предположение об отражении в этих образах памяти о выдающихся вождях и шаманах. Африканистами Г. Бауманом, Э. Браурером и X. Тегнеусом культурный герой рассматривался в качестве древнейшего мифического образа, совпадающего с предком или сыном божества. Бауман указывал на его тератоморфные и плутовские особенности и отмечал связь образа с культами племенных вождей. Тегнеус изучал связь культурных героев в мифах африканских народов с такими образами, как мифологический кузнец, некоторые виды духов-хозяев, первый царь и др. Антрополог Пол Радин связывал образ культурного героя с высшим божеством, поскольку первый представлен как творец отдельных элементов природы, культуры или в качестве их преобразователя. Объединение образов божественного культурного героя и «божественного шута», по мнению исследователя, в эпоху становления человека как социального существа. Североамериканский цикл мифов о Вакдьюнкаге, согласно Радину, передаёт человеческое развитие, в ходе которого природная стихийность уступает место героической сознательности. Исследователь античной мифологии Карл Кереньи считал образ трикстера древним, но связывал её с «поздней архаикой», для стиля которой характерны грубо-развлекательные моменты. Психоаналитиком Карлом Юнгом в рамках его теории архетипов образ трикстера рассматривается как взгляд «я», который отражает существовавшее в давнем прошлом недифференцированное коллективное сознание, лишь слегка отделившееся от животного мира. Согласно французскому структуралисту Клоду Леви-Строссу, мифы являются инструментами первобытной логики, которая ищет выхода из противоречий путём использования промежуточной фигуры медиатора. Такими медиаторами Леви-Стросс считал образы культурного героя и трикстера. Так, Ворон или Койо, питающиеся падалью, могут преодолеть разрыв между плотоядным и травоядным, охотником и земледельцем, жизнью и смертью. Советские этнографы А. М. Золотарёв и С. П. Толстов считали, что образы культурных героев-близнецов и ряд других близнечных персонажей (Ашвины, Диоскуры, Ромул и Рем и др.) отражают существовавшую в древности повсеместно дуально-родовую организацию.